# Rabyně
Obec Rabyně se nachází v okrese Benešov, kraj Středočeský. Žije zde 292 obyvatel. Součástí obce jsou i vesnice Blaženice, Loutí, Měřín a Nedvězí.
Ve vzdálenosti 16 km jižně leží město Sedlčany, 18 km východně město Benešov, 20 km západně město Dobříš a 26 km severovýchodně město Říčany. Na území Rabyně spadá pravá strana slapské přehrady.

## Historie
První písemná zmínka o obci pochází z roku 1227.
Za druhé světové války se ves stala součástí vojenského cvičiště Zbraní SS Benešov a její obyvatelé se museli 15. září 1942 vystěhovat.

### Územněsprávní začlenění
Dějiny územněsprávního začleňování zahrnují období od roku 1850 do současnosti. V chronologickém přehledu je uvedena územně administrativní příslušnost obce v roce, kdy ke změně došlo:
- 1850 země česká, kraj České Budějovice, politický okres Benešov, soudní okres Neveklov[5]
- 1855 země česká, kraj Tábor, soudní okres Neveklov
- 1868 země česká, politický okres Benešov, soudní okres Neveklov
- 1939 země česká, Oberlandrat Tábor, politický okres Benešov, soudní okres Neveklov[6]
- 1942 země česká, Oberlandrat Praha, politický okres Benešov, soudní okres Neveklov[7]
- 1945 země česká, správní okres Benešov, soudní okres Neveklov[8]
- 1949 Pražský kraj, okres Benešov[9]
- 1960 Středočeský kraj, okres Benešov
- 2003 Středočeský kraj, okres Benešov, obec s rozšířenou působností Benešov

## Doprava
Dopravní síť
- Pozemní komunikace – Do obce vedou silnice III. třídy.

- Železnice – Železniční trať ani stanice na území obce nejsou.

Veřejná doprava 2012
- Autobusová doprava – V obci zastavovaly autobusové linky jedoucí např. do těchto cílů: Benešov, Jablonná, Neveklov, Praha, Štěchovice, Týnec nad Sázavou.

## Turistika
Územím obce vedou turistické trasy  Štěchovice - Slapská přehrada - Rabyně - Vysoký Újezd - Tuchyně,  Rabyně - Měřín - Jablonná a  Třebsín - Teletín - Pexův Luh - Nedvězí - Blaženice - Jablonná - Blažim.